# Ryszard Szwed
Ryszard Szwed (ur. 4 stycznia 1939 w Radomsku, zm. 18 maja 2015 w Warszawie) – polski historyk, profesor nauk humanistycznych, poseł na Sejm X kadencji.

## Życiorys
Syn Jana i Stanisławy. Ukończył w 1965 studia w Wyższej Szkole Pedagogicznej w Krakowie. W 1977 na Wydziale Historycznym Uniwersytetu Warszawskiego uzyskał stopień doktora nauk humanistycznych, a w 1990 habilitował się na Uniwersytecie Łódzkim. W 2000 otrzymał tytuł profesora nauk humanistycznych.
Pracował jako nauczyciel i dyrektor Szkoły Podstawowej nr 9 oraz I Liceum Ogólnokształcącego w Radomsku, był następnie dyrektorem Wojewódzkiego Archiwum Państwowego w Piotrkowie Trybunalskim. Od 1991 kierował Zakładem Historii Najnowszej Wyższej Szkoły Pedagogicznej w Częstochowie. Od 1996 do 2002 zajmował stanowisko rektora tej uczelni, był później profesorem zwyczajnym w Akademii im. Jana Długosza (powstałej z przekształcenia WSP). Specjalizował się w historii Polski XIX i XX wieku. Uczestniczył w działalności Związku Harcerstwa Polskiego, Związku Nauczycielstwa Polskiego, Towarzystwa Przyjaciół Radomska oraz Polskiego Towarzystwa Historycznego.
W 1989 uzyskał mandat posła na Sejm kontraktowy. Został wybrany w okręgu bełchatowskim z puli Polskiej Zjednoczonej Partii Robotniczej, do której należał od 1965 do rozwiązania. Na koniec kadencji pozostawał parlamentarzystą niezrzeszonym. Zasiadał w Komisji Łączności z Polakami za Granicą oraz w Komisji Sprawiedliwości.
Pochowany na Cmentarzu Nowym w Radomsku.

## Odznaczenia i wyróżnienia
- Złoty Krzyż Zasługi (1981)
- Medal Komisji Edukacji Narodowej
- Medal 40-lecia Polski Ludowej
- Nagroda im. Karola Miarki (2008)[4]